# Persicaria decipiens
Persicaria decipiens  (лат.) — вид травянистых растений рода Персикария (Persicaria) семейства Гречишные (Polygonaceae), встречается от Австралии до Азии. Ранее вид относили к роду Горец, как Polygonum decipiens.

## Биологическое описание
Стебель Persicaria decipiens поначалу стелющийся и растущий горизонтально, со временем становится восходящий, достигает до 30 см в высоту. Листья узкие эллиптические либо ланцетные, 5,0—12,0 см длиной и 0,5—1,3 см шириной.
Цветёт в ноябре — июне, с основным периодом цветения в феврале. Цветки мелкие розовые, собраны в колосовидные кисти с поникающие верхушкой.
Растение отмирает в засушливый период и регенерирует с появлением воды.

## Таксономия
Образцы Persicaria decipiens были впервые собраны 5 мая 1770 года Джозефом Бэнксом и Даниэлем Соландером в Ботаническом заливе во время первого путешествия Джеймса Кука. Шотландский ботаник Роберт Браун описал вид как Polygonum decipiens в своей работе 1810 года Prodromus Florae Novae Hollandiae et Insulae Van Diemen. Современное название виду было дано Карен Уилсон в 1988 году после того как большой род Polygonum был разделён на несколько родов.

## Распространение и экология
Произрастает от Африки и Средиземного побережья через юго-западную Азию, Малайзию до Австралии, Новой Зеландии и Новой Каледонии. Натурализован на Мадагаскаре.
Persicaria decipiens растёт в воде и на сырых местах.
Опыляется насекомыми, включая пчёл, мух, ос и мелких бабочек.

## Применение
Persicaria decipiens не культивируется, но используется в пищу в Африке в случае голода.